# Едвард Едвардс
Едвард Едвардс (англ. Edward Edwards; 1742, Кембриджшир, Англія — 13 квітня 1815, Кембридшир, Велика Британія) — британський мореплавець, адмірал Королівського військового флоту Великої Британії. Найбільш відомий як капітан корабля «Пандора», за наказом котрого у Тихому океані були арештовані заколотники з корабля «Баунті». Едвардс мав репутацію жорстокого командира, зокрема завдяки суворій дисципліні та безжалісному поводженню з арештованими матросами з «Баунті».

## Біографія
Едвард Едвардс був п'ятим з шести дітей Річарда Едвардса та Мері Фулер. Морську кар'єру почав у 11-річному віці на посаді слуги капітана. Пізніше служив мічманом, у 17-річному віці здав іспит та отримав звання лейтенанта. У 1759 р. був призначений на лейтенантську посаду у Королівському військовому флоті Великої Британії. У 1784 році був капітаном корабля «Нарсісіс», команда котрого повстала проти жорстокості Едвардса. Після заколоту близько 6 років не виходив в море. У 1790 р. призначений капітаном корабля «Пандора» і відправлений до Тихого океану з ціллю арештувати заколотників з повсталого корабля «Баунті». 
За допомогою колишнього мічмана з «Баунті» Томаса Гайварда Едвардсу вдалося знайти 16 повсталих матросів на Таїті. Хоча декілька матросів були невинні Едвардс наказав усіх закувати у кайдани і помістив їх в страшних умовах у в’язниці в трюмі «Пандори». На зворотному шляху до Англії Пандора наскочила на рифи і затонула, що коштувало життя 31 членові екіпажу і 4 в'язням. Подібно до попередньої подорожі капітана Блая Едвардс та команда на декількох шлюпках дісталися нідерландської колонії на острові Тимор. Після військово-морського трибуналу за втрату корабля, Едвардса було виправдано, але подальших капітанських призначень він не отримував. Протягом декількох років служив у департаментах Адміралтейства і у 1809 р. отримав звання віце-адмірала і адмірала у 1814 р. Едвард Едвардс помер у 73-річному віці 13 квітня 1815 р. 

## Значення
У результаті розслідування обставин заколоту на «Баунті» та аварії «Пандори» репутація Едвардса опинилася фактично зруйнованою. Численні впливові родичі ув'язнених заколотників, особливо Пітера Хейвуда звинувачували Едвардса у надмірній жорстокості по відношенню до арештованих матросів «Баунті». Арештовані утримувалися у тісній та темній в'язниці у трюмі «Пандори» під влучною назвою «Скринька Пандори». За наказом Едвардса у в'язниці були зачинені навіть ті члени екіпажу «Баунті», котрих капітан Блай назвав невинними. Брак морського досвіду Едвардса призвів до аварії, коли корабель наскочив на вже відомі рифи і після декількох годин затонув. Під час цього нещасного випадку загинув 31 член екіпажу і 4 в'язнів, яких вчасно не випустили з кайданів та «Скриньки Пандори». Вже після врятування заколотників за наказом Едвардса їх знову закували у залізо і утримували у жахливих умовах аж до прибуття до Англії. Історія «Пандори» та капітанства Едварда Едвардса залишається важливою у морській історії, зокрема завдяки тій ролі, яку відіграло захоплення заколотників. Багато історичних відомостей про Таїті, про обставини заколоту на «Баунті» стали відомими після свідчень учасників повстання доставлених на суд до Англії Едвардом Едвардсом. 